# Entesa de l'Esquerra de Menorca
Entesa de l'Esquerra de Menorca fou una aliança a nivell insular entre el Partit Socialista de Menorca i Esquerra Unida (secció de Menorca) que va durar des del 1987 fins al 1994.
Aquesta coalició es presentà dues vegades a les eleccions autonòmiques: el 1987 i el 1991. En ambdues ocasions obtingué dos representants al Consell Insular de Menorca i al Parlament de les Illes Balears que foren Joan Francesc López Casasnovas i Ramon Orfila Pons.
Aquesta coalició governà la màxima institució de Menorca al principi de la legislatura 1987-1991, sota la presidència de Tirs Pons.

## Resultats electorals

### Parlament de les Illes Balears
| Any  | Vots  | Vots | Escons | Escons | Pos. | Govern   |
| Any  | #     | %    | #      | ±      | Pos. | Govern   |
| ---- | ----- | ---- | ------ | ------ | ---- | -------- |
| 1987 | 4,367 | 1.3% | 2 / 59 | Nou    | 6è   | Oposició |
| 1991 | 4,654 | 1.4% | 2 / 59 | =      | 4t   | Oposició |